# The Engagement Ring (film 1912)
The Engagement Ring è un cortometraggio muto del 1912 diretto da Mack Sennett.

## Trama
I due corteggiatori di Alice comperano ognuno un anello di fidanzamento per la ragazza: il ricco lo paga in contanti, il povero deve ricorrere alle rate. Sarà aiutato da un incidente che gli capita, quando viene investito da una macchina: il denaro che ne ricava, gli servirà per l'anello e per la sua proposta di matrimonio.

## Produzione
Il film fu prodotto dalla Biograph Company.

## Distribuzione
Distribuito dalla General Film Company, il film - un cortometraggio di 151 metri - uscì nelle sale cinematografiche USA l'11 marzo 1912. In Venezuela venne tradotto letteralmente come El anillo de compromiso.
Nelle proiezioni, veniva programmato con il sistema dello split reel, accorpato in un'unica bobina con un altro cortometraggio prodotto dalla Biograph, la commedia A Spanish Dilemma.
Non si conoscono copie ancora esistenti della pellicola che viene considerata presumibilmente perduta.